# Marina Korowina
Marina Aleksandrowna Korowina (ros. Марина Александровна Коровина; ur. 16 sierpnia 1984 w miejscowości Wierchnije Siergi) – rosyjska biathlonistka, czterokrotna zwyciężczyni zawodów Pucharu IBU.

## Osiągnięcia

### Puchar Świata

#### Miejsca w klasyfikacji generalnej
| Sezon     | Miejsce |
| --------- | ------- |
| 2011/2012 | 69.     |

### Puchar IBU

#### Miejsca w klasyfikacji generalnej
| Sezon     | Miejsce |
| --------- | ------- |
| 2011/2012 | 2       |

#### Miejsca na podium chronologicznie
| Lp. | Dzień       | Rok  | Miejscowość     | Konkurencja                | Lokata | Pudła   | Czas biegu  | Strata      | Zwycięzca         |
| --- | ----------- | ---- | --------------- | -------------------------- | ------ | ------- | ----------- | ----------- | ----------------- |
| 1.  | 8 stycznia  | 2012 | Forni Avoltri   | Sprint na 7,5 km           | 3.     | 1+1     | 24:41.6 min | +1:08.1 min | Anna Bułygina     |
| 2.  | 13 stycznia | 2012 | Haute Maurienne | Sprint na 7,5 km           | 1.     | 0+1     | 21:02.3 min | –           | –                 |
| 3.  | 11 lutego   | 2012 | Canmore         | Sprint na 7,5 km           | 1.     | 0+0     | 21:04.7 min | –           | –                 |
| 4.  | 12 lutego   | 2012 | Canmore         | Sprint na 7,5 km           | 1.     | 0+1     | 21:40.3 min | –           | –                 |
| 5.  | 15 lutego   | 2012 | Canmore         | Bieg indywidualny na 15 km | 1.     | 1+0+1+0 | 44:42.6 min | –           | –                 |
| 6.  | 8 marca     | 2012 | Altenberg       | Bieg indywidualny na 15 km | 2.     | 1+2+1+0 | 52:58.2 min | +17.6 s     | Ane Skrove Nossum |
| 7.  | 10 marca    | 2012 | Altenberg       | Sprint na 7,5 km           | 3.     | 1+0     | 21:57.2 min | +55.2 s     | Juliane Döll      |